# Paceco
Paceco (szicíliaiul Pacecu) település Olaszországban, Trapani megyében. Lakosainak száma 10 779 fő (2023. január 1.). Paceco Trapani, Erice és Misiliscemi községekkel határos.

## Népesség
A település népességének változása:
| Lakosok száma | 11 336 | 11 307 | 10 779 |
|               | 2017   | 2018   | 2023   |